# 연왕 쾌
연왕 쾌(燕王噲, ? ~ 기원전 314년)는 중국 전국 시대의 연나라의 군주(재위 : 기원전 320년 ~ 기원전 317년)이다.

## 생애
아버지 역왕(易王)이 죽자, 왕위를 이어 받았다. 왕으로서 능력이 부족하여 국정을 재상인 자지(子之)에 맡겨 놓다시피 하고, 성품이 호색하고 술에 마시고, 노는 것을 좋아하여 국정을 보지 않았다. 이 때문에, 연나라는 절대 권력을 장악한 자지에 의해서 몇년 동안 나라가 흉흉하게 되었다. 연나라의 멸망을 우려한 태자 평(太子平)은 자지를 몰아내고 정권을 바로 잡으려고 하였다. 이 때문에 연나라는 내란이 일어나고 나라가 혼란해지고, 황폐해져서 사망자도 다수 나왔지만 연왕 쾌는 아무런 유효한 조치를 하지 않았다.
연나라의 내란을 지켜본 제나라 선왕은 태자 평을 지원하겠다고 말하고는 제나라 군대를 보냈다. 그러나 제나라군은 자지의 군대뿐만 아니라 태자의 군대를 공격하고, 그 싸움 속에서 연왕 쾌는 살해되었고, 연나라는 일시적으로 제나라에 복속하게 되었다.
| 전 임 아버지 연 역왕(燕 易王) | 제39대 중국 연나라의 군주 기원전 320년 ~ 기원전 317년 | 후 임 재상 자지(子之) |